# Emily Brodsky
Emily Brodsky je profesorkou věd o Zemi a planetách na Kalifornské univerzitě v Santa Cruz. Studuje základní fyzikální vlastnosti zemětřesení, seismologii sopek a sesuvy půdy. Jako fyzička studuje mechaniku zemětřesení a zabývá se procesy, které jej spouštějí nebo omezují. Tyto studie vyžadují odborné znalosti v různých disciplínách, včetně seismologie, hydrogeologie, strukturální geologie a mechaniky hornin.
Po ničivém zemětřesení a vlně tsunami v Tohoku na severovýchodním pobřeží Japonska v roce 2011 zorganizovala a vedla velkou mezinárodní expedici, která odjela studovat tuto katastrofu. 
Emily Brodsky je členkou představenstva Southern California Earthquake Center a konsorcia IRIS. 

## Mládí a vzdělání

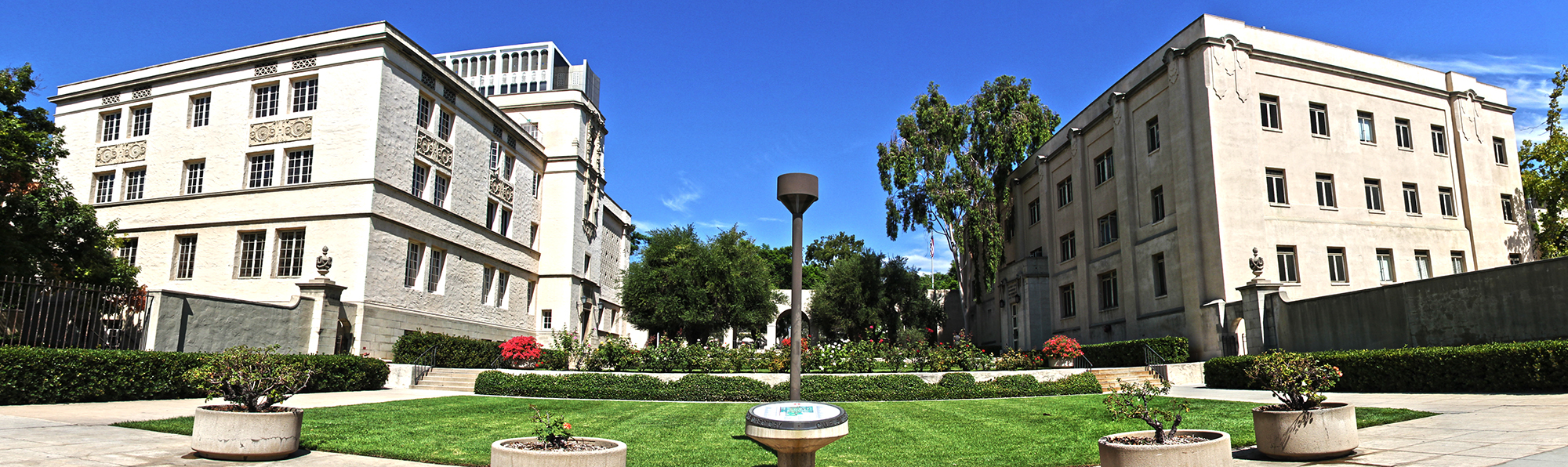
Kalifornský technologický institut (Caltech)

V roce 1995 získala Emily Brodsky bakalářský titul na Harvardově univerzitě, která sídlí ve městě Cambridge ve státě Massachusetts. Během studia tam založila Harvard Undergraduate Television.
Kvůli doktorátu se přestěhovala do Kalifornie a na Kalifornském technologickém institutu doktorát obhájila v roce 2001. Pracovala na teorii rektifikované difúze (mechanismus popisující deformační vlny, které způsobují těkavé organické sloučeniny pumpované do bublin). Podle teorie rektifikované difúze se může přesunout dynamické napětí ze sopečného třesu nebo tektonického zemětřesení na statické napětí uvnitř magmatického krbu. 
Brzy po promoci nastoupila na Kalifornskou univerzitu v Santa Cruz. Zde pomohla několika postdoktorandům National Science Foundation-MARGINS, včetně Heather M. Savage a Christie D. Rowe, začít svou kariéru v geofyzice. 

## Kariera
- Emily Brodsky byla vybrána jako významný lektor pro program Earthscope National Science Foundation (NSF), program NSF GeoPRISMS, International Ocean Discovery Program (IODP) a National Science Board.
- Působila ve správních radách Střediska pro zemětřesení v jižní Kalifornii (SCEC) a Incorporated Research Institutes for Seismology (IRIS)
- Její práce byla uvedena v hlavních médiích (například v BBC, NPR, New York Times, Los Angeles Times, časopis Time a Wall Street Journal.
- Publikovala přes 130 recenzovaných článků a prezentovala přes 150 přednášek ve více než 40 zemích.
- Mentorovala 17 postdoktorandských vědců, 19 postgraduálních studentů a 21 výzkumných pracovníků pregraduálních studentů, z nichž mnozí se stali známými osobnostmi v oboru.

## Výzkum

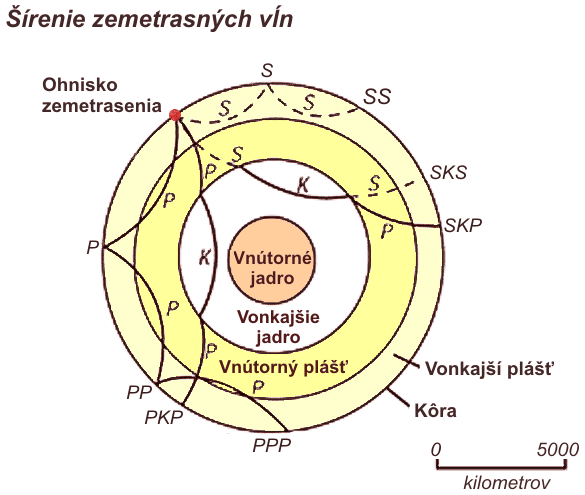
Šíření zemětřesení: P-vlny (podélné vlny, které se šíří celou Zemí), S-vlny (sekundární vlny, které nemohou procházet kapalinami a tedy vnějším jádrem Země)

- Šíření zemětřesení: P-vlny (podélné vlny, které se šíří celou Zemí), S-vlny (sekundární vlny, které nemohou procházet kapalinami a tedy vnějším jádrem Země)Během celé své kariery se Emily Brodsky zabývá fyzikou zemětřesení. Zkoumá, co zemětřesení způsobuje, jeho hydrogeologii a strukturu zlomových zón.
- Zabývá se dopadem spouštěcího zemětřesení na následná zemětřesení. Zjistila, že seismické vlny mohou vyvolat regionální seismicitu a že dynamické stresové vlny z jednoho zemětřesení mohou iniciovat další zemětřesení. Zpochybnila myšlenku, že statické napětí řídí spouštění zemětřesení a zjistila, že následné otřesy mají podobné rozložení jako hlavní šoky. Ukázala, že pomocí amplitudy předchozích zemětřesení je možné předpovědět vzdálená zemětřesení.

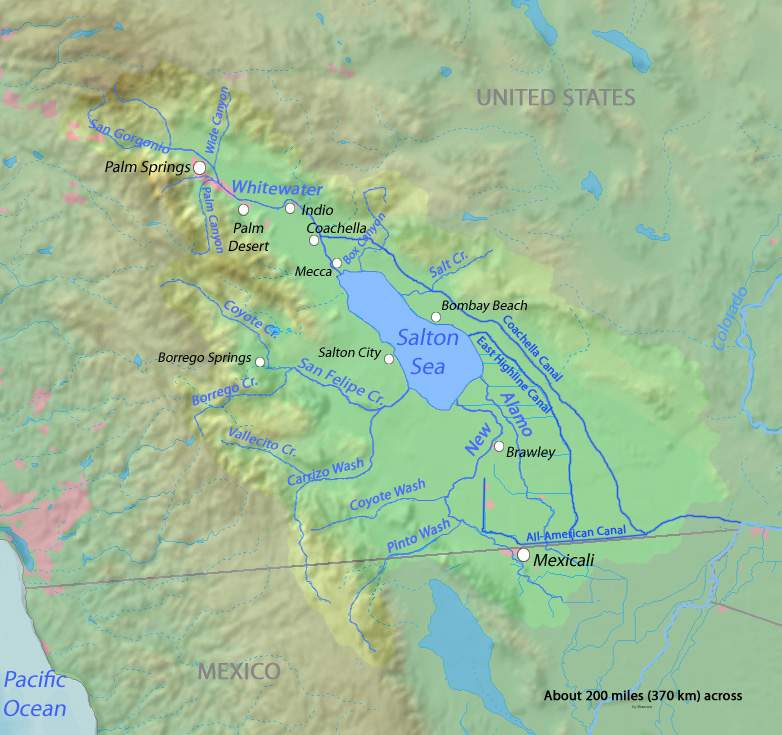
Mapa Saltonského moře

- Mapa Saltonského mořePři studiu geotermální energie Saltonského moře (slané jezero na jihu státu Kalifornie) ukázala, že existuje vztah mezi lidskou a seismickou aktivitou.
- Začala se zajímat o propustnost zlomových hornin a demonstrovala, že seismické vlny mohou uvolnit zlomy. Zlomové skluzy mohou způsobit praskání okolních hornin, změnu tvaru povrchu pod nimi a přeměnu hornin. Zjistila, že nárůst tlaku během zemětřesení může způsobit změny v podzemních vodách.
- Studovala zemětřesení a tsunami v Tóhoku v roce 2011 a našla řadu teplotních pulzů, ke kterým dochází v důsledku proudění tekutin zónou se zvýšenou propustností. Bezprostředně po zemětřesení může být zóna poškozena a má pak vyšší propustnost, která se navrací zpět několik měsíců.

Struktura magmatického krbu

- Struktura magmatického krbuZemětřesení jsou vyvolávána, když tektonické napětí překonává tření. Brodsky se proto začala zajímat o to, co především toto tření způsobuje. Ukázala, že například koeficient tření po zemětřesení a tsunami v Tóhoku v roce 2011 byl podstatně nižší, než se očekávalo.
- Vedle zemětřesení Brodsky studuje sopky, gejzíry, sesuvy půdy a přírodní vodní toky. Některé sopky mohou být vyvolány vzdálenými zemětřeseními a Brodsky předpověděla, že vedle růstu bublin a převrácení magmatických komor mohou být sopky vyvolány selháním hornin obklopujících magmatický krb.
- Její nedávná práce zahrnuje důležité poznatky o zemětřeseních vyvolaných lidskou činností, při které jsou tekutiny vstřikovány hluboko pod zem (například hydraulické štěpení, likvidace odpadních vod a geotermální vrty).

## Ocenění
- 2005 Seismological Society of America - Charles Richter Early Career Award
- 2008 Americká geofyzikální unie - James B. Macelwane Medal
- 2009 National Science Foundation Earthscope - Distinguished Lecturer
- 2017 International Ocean Discovery Program Ocean Discovery - Distinguished Lecturer
- 2019 Gutenberg lektor Americké geofyzikální unie
- 2019 Geological Society of America - cena George P. Woollarda
- 2021 Price Medal Royal Astronomical Society
- 2022 Nemmers Award in Earth Science